# 佩卡利夫
50°27′44″N 25°40′20″E / 50.46222°N 25.67222°E
佩卡利夫（烏克蘭語：Пекалів），是烏克蘭西北部的村莊，隸屬里夫內州的杜布諾區。該村始建於1510年，面積7.87平方公里，2019年人口213，人口密度每平方公里31人。